# Neanthes multidentata
Neanthes multidentata är en ringmaskart som beskrevs av Fassari och Mollica 2000. Neanthes multidentata ingår i släktet Neanthes och familjen Nereididae. Inga underarter finns listade i Catalogue of Life.